# Arquitectura alternativa
La arquitectura alternativa forma parte de lo que se conoce como arquitectura sustentable, pero esta se enfoca principalmente en las construcciones que utilizan materiales no convencionales (alternativos)  y en la creación de nuevas técnicas y métodos de construcción a partir de la utilización de este tipo de productos.

## Antecedentes

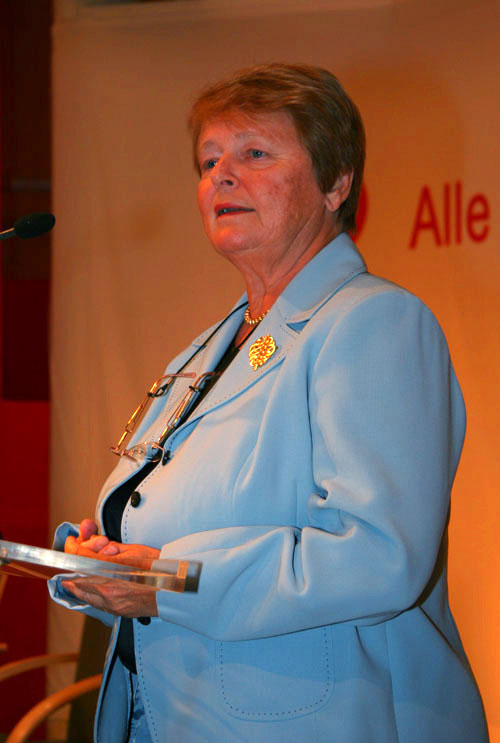
Gro Harlem Brundtland.

A partir de que el hombre descubriera la agricultura y pasara de ser un nómada hasta volverse sedentario, la búsqueda por crear un hábitat funcional y confortable comenzó, construyendo en un principio con materiales que obtenía directamente de la naturaleza como: plantas, tierra, piedras, huesos y madera. Estos materiales fueron evolucionando hasta llegar a la época industrial la cual permitió la creación de nuevos materiales y transformar los que ya existían, ejemplo de estos son: el Hormigón , el vidrio , el acero y los plásticos. 
El concepto de desarrollo sustentable no fue utilizado hasta que a finales de los años 1980 la primera ministro de Noruega Gro Harlem Brundtland incorporó en el informe “Nuestro futuro común” presentado en la 42.ª sesión de las Naciones Unidas el término Sustainable Development (Desarrollo sostenible) para referirse a la necesidad de lograr la manera de satisfacer las necesidades de la generación actual sin afectar el futuro de las próximas generaciones. Pero el impacto ambiental que tenía la industria, los procesos de producción y el aumento de la población en el planeta fue puesto de manifiesto en la Cumbre del planeta celebrada en Río de Janeiro en 1992, donde como ningún otro evento logró mostrar al mundo las evidencias científicas que demostraban la gravedad del asunto.
Este concepto evolucionó, al mismo tiempo que la conciencia ecológica iba creciendo y la búsqueda de la sustentabilidad afecto a diversos sectores entre ellos el de la Arquitectura, surgiendo así sub-ramas como la arquitectura sustentable y de esta a su vez la arquitectura alternativa, que incluye la sustentabilidad, así como el reciclaje y el regreso al uso de materiales básicos y naturales.

## Materiales alternativos de construcción
El avance creciente de la industria y la tecnología permitió crear materiales de construcción con mejores características que los situaron en la categoría de materiales de alto desempeño, como la fibra de carbono, las resinas epóxicas, etc.; sin embargo, el alto costo tecnológico y económico que implica su elaboración hace que resulten materiales poco sostenibles. Es por ello que se han buscado opciones alternas a este tipo de materiales con la misión de reducir los costos de producción y sobre todo la huella ecológica.
Es así como se ha desarrollado el uso de diversos materiales alternativos de construcción divididos de la siguiente manera:
- Materiales naturales
- Materiales de reciclado

### Materiales naturales

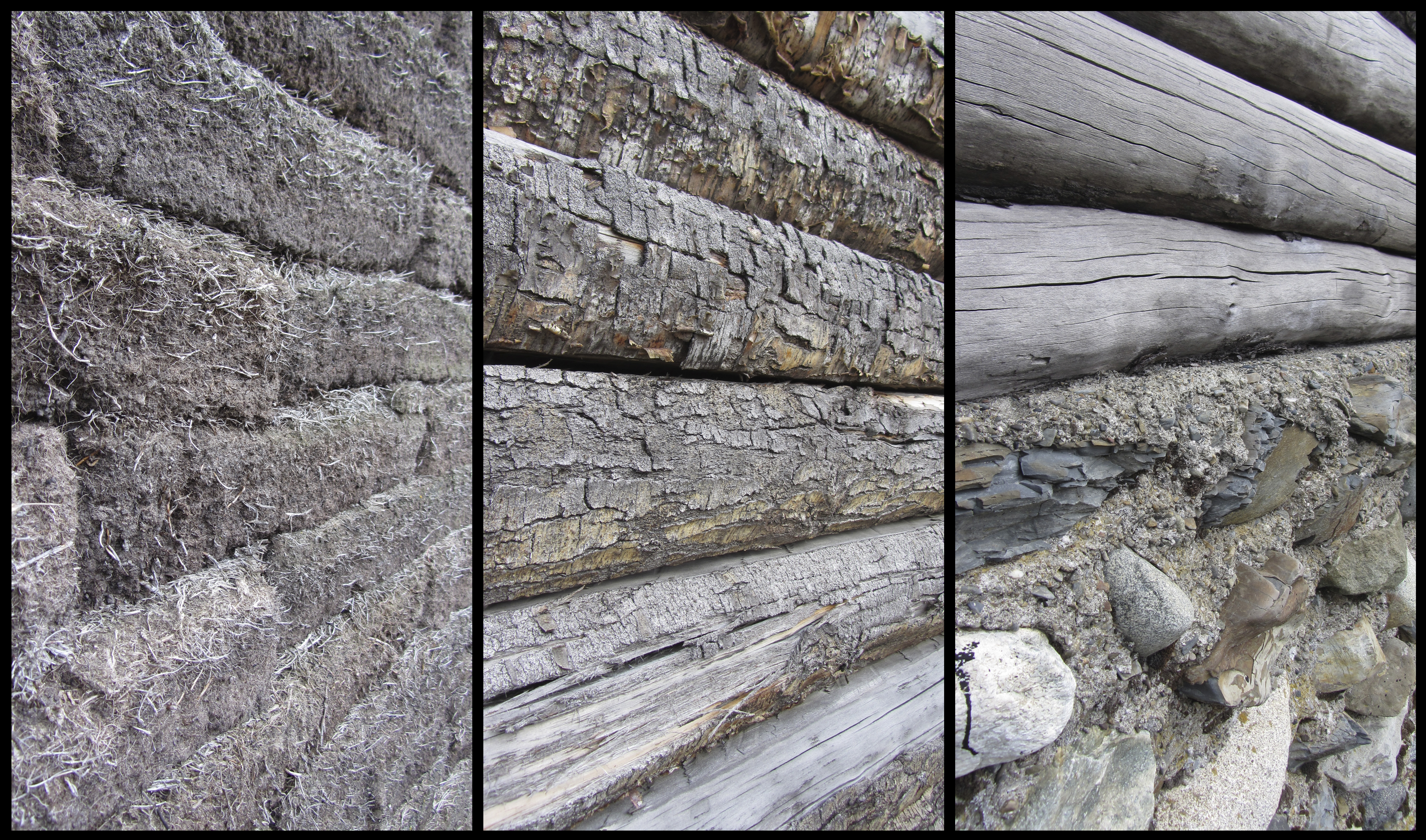
Fuerte Bulnes - materiales

La Arquitectura sustentable hace hincapié en que es necesario “volver al origen” a lo “básico y fundamental” en materia de construcción, es de esta manera que los materiales naturales utilizados en la antigüedad han reaparecido en la actualidad como una opción alternativa para la construcción, siendo principales los siguientes:
- Materiales vegetales como el bambú, la caña tacuara, la paja, la cáscara de arroz, la cáscara de cacahuate, el bagazo de fibras de coco y agave entre otros.
- La tierra
- La madera
- La piedra

### Materiales de reciclado

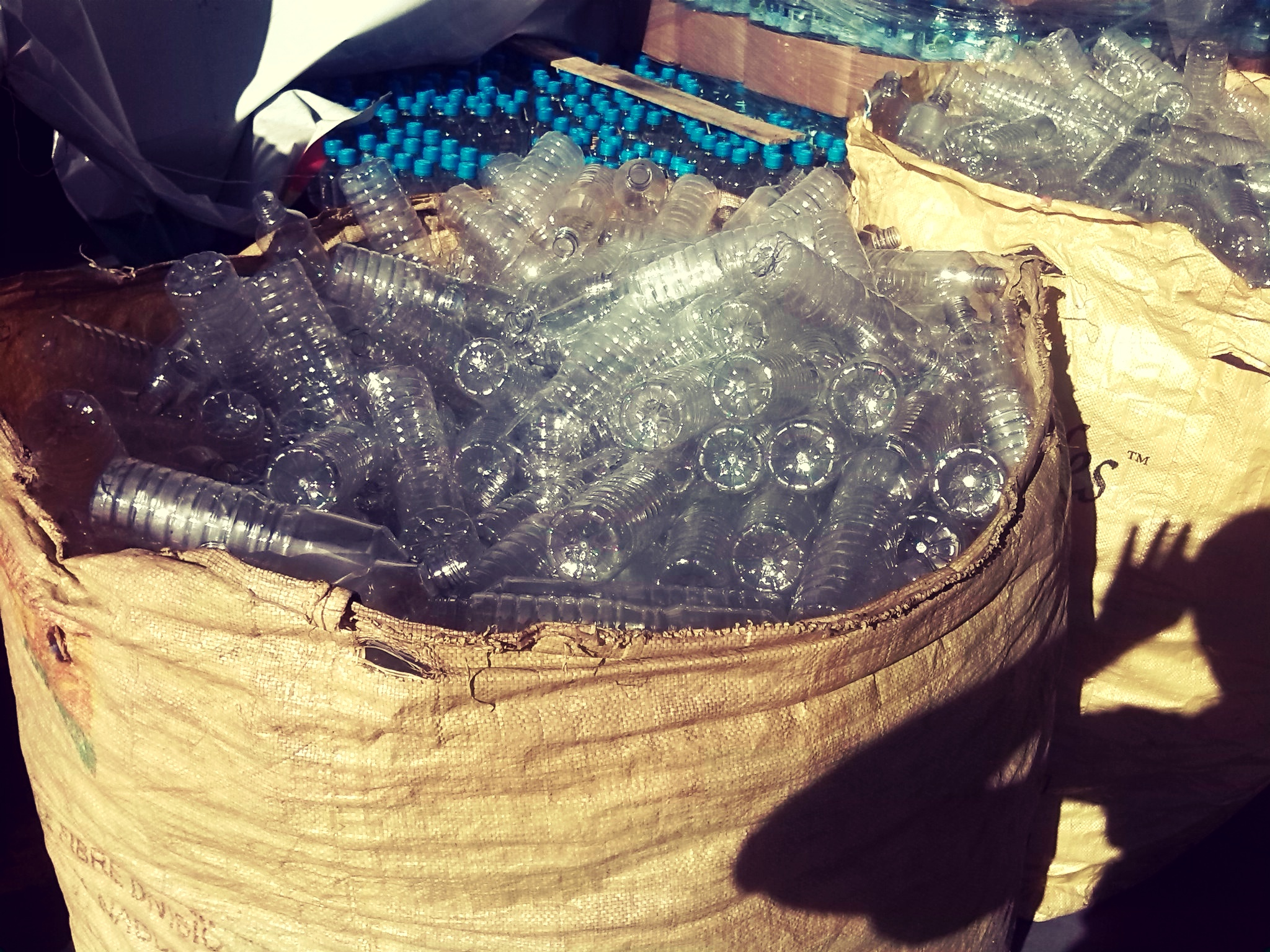
Acumulación de PET para reciclaje

La creciente necesidad por darle un nuevo uso a los restos de procesos no solamente industriales ha llevado a la utilización de desechos (en su mayoría creados por el hombre y que generan un fuerte impacto ambiental) tales como:
- Desechos domésticos e industriales
- Vidrio
- Plástico
- Papel
- Latas
- Cenizas
- Contenedores de mercancía
- Discos compactos
- Tubos

## Productos para la construcción realizados con materiales alternativos
Entre los productos para la construcción más representativos construidos a partir de materiales alternativos están:
- Ladrillos ecológicos
- Papercrete
- Construcción con paja
- Construcción con bambú
- Bloques y láminas de PET
- Composite

### Ladrillo ecológico

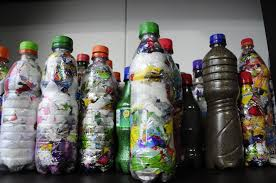
Ladrillos ecológicos

El ladrillo ecológico es una especie de tabique fabricado a partir de materiales naturales y de reciclaje. 
Existen dos versiones de este:
- El que está hecho a base de la mezcla de cemento y desechos naturales como cáscaras de arroz , incluso paja o de la mezcla de tierra y escombro sobrante de las obras.

- El que está hecho con botellas recicladas de plástico Pet , en donde botellas de no más de 3L de capacidad son rellenadas con toda especie de desechos reciclables como papel , plástico que no se degrada rápidamente , empaques de aluminio , tetra pack , etc.

### Papercrete

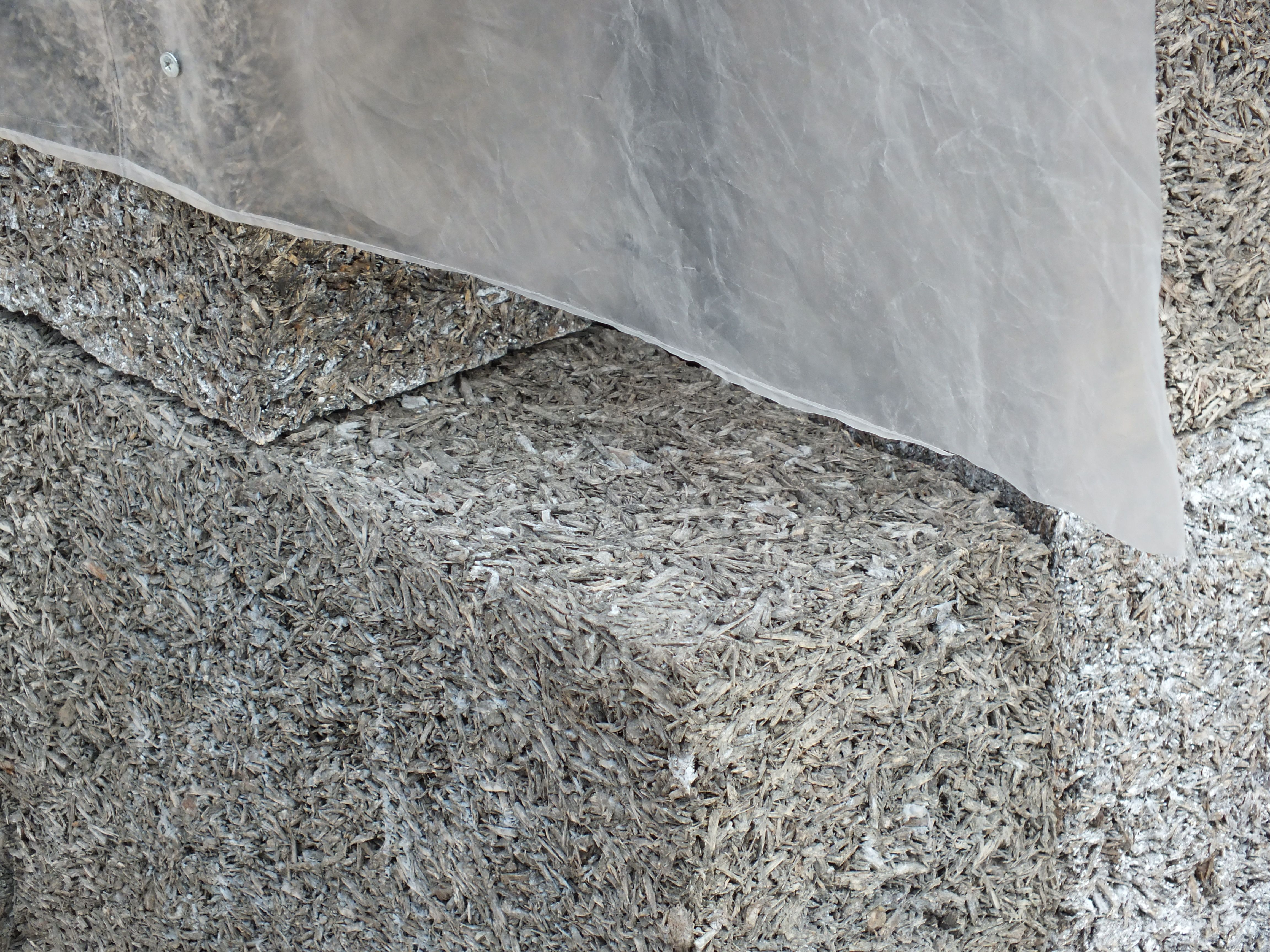
Арболит поверхность

Patentado por primera vez en 1928 , resurgió como una opción de material alternativo de construcción desde la década de los 80´s gracias a Eric Patterson y Mike McCain quienes se han atribuido su invención .
El papercrete no es más que una mezcla de cemento portland con arena y papel con la que se realizan tabiques o muros de división. El papel a utilizar puede provenir de diversas fuentes como periódicos, revistas, libros, etc.

### Construcción con paja

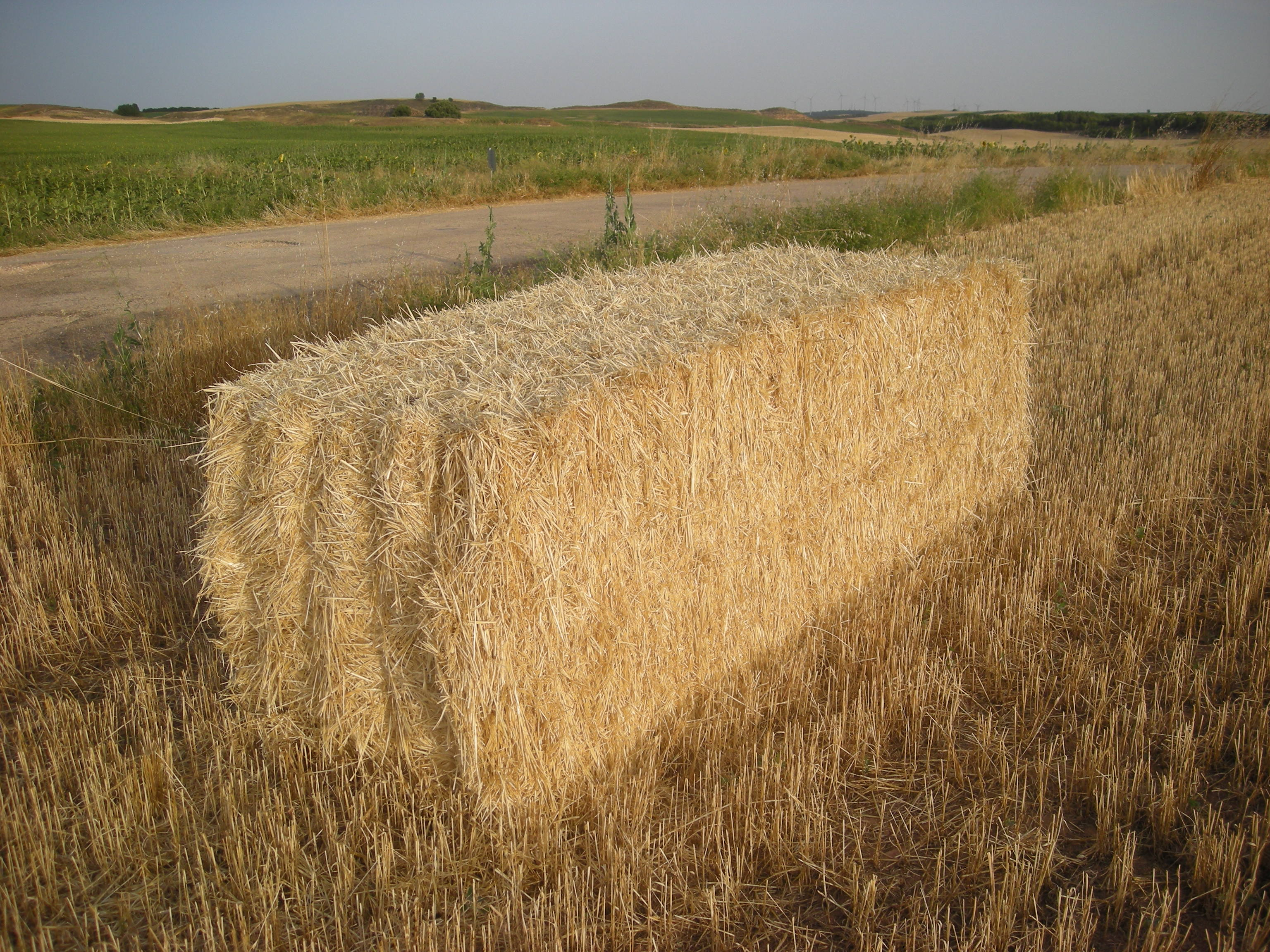
Alpaca de paja

El empleo de la paja mezclada con tierra o adobe es una técnica de construcción utilizada desde antigüedad. En la actualidad se ha retomado esta técnica de la paja mezclada con otro elemento o la utilización de fardos de paja en proyectos eco amigables.

### Construcción con bambú

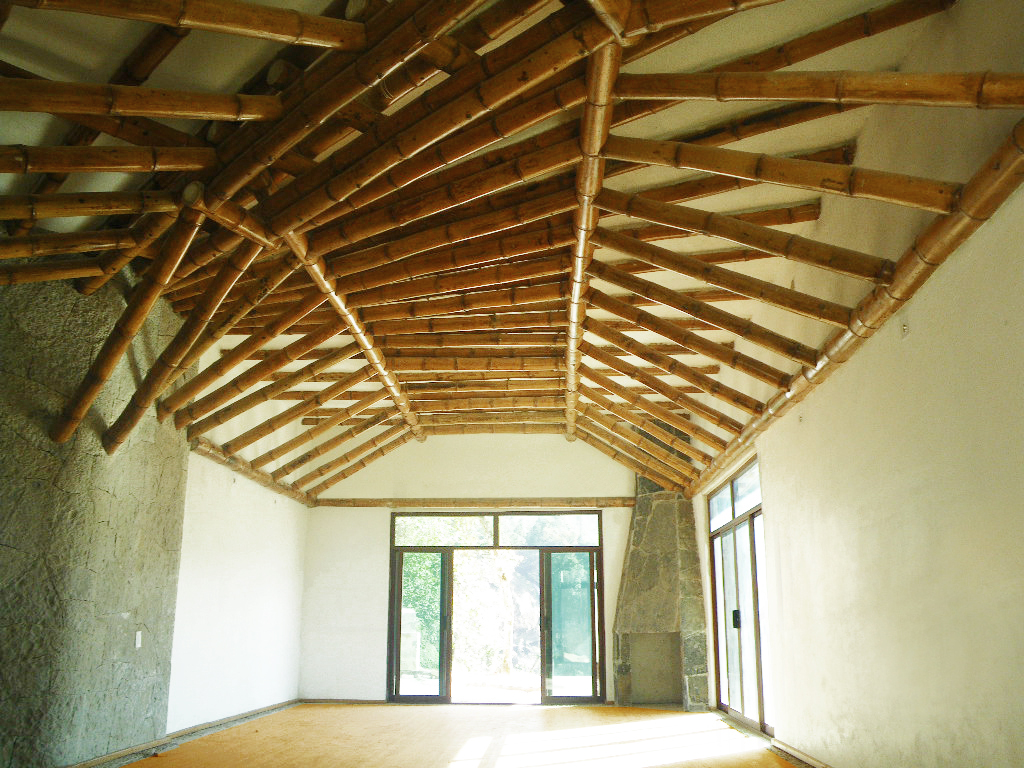
Ojtat.org

El bambú es conocido como uno de los materiales más versátiles ya que puede ser utilizado como alimento , ropa , material para construcción, celulosa para papel y para la elaboración de medicamentos. En la industria de la construcción , se considera como uno de los materiales alternativos eco amigables por excelencia , gracias a su flexibilidad y resistencia. En México el bambú es utilizado en la construcción de viviendas en zonas rurales. Es utilizado a nivel estructural y en ocasiones es mezclado con el uso de madera , arcilla, cal , cemento , hierro galvanizado y hojas de palma.

### Bloques de PET y láminas de PET
Creados por el ingeniero mexicano Mariano Nuñez Álvarez , estos bloques de construcción están hechos a base de botellas de plástico PET recicladas , los cuales presentan varias ventajas como por ejemplo: Al ser huecos funcionan como aislante térmico y sonoro además de que su forma facilita su ensamble para construir paredes , paneles , sillas y barreras sonoras de autopistas. Para las láminas de PET, al igual que con los bloques, se ha logrado crear una tecnología para convertir el plástico PET reciclado en láminas que pueden ser utilizadas en la industria de la construcción.

### Composite
El adobe -formado por arcilla y paja- es el composite más antiguo que conocemos y aún hoy se sigue utilizando en la construcción de viviendas. Actualmente el estado del arte del composite se ha vinculado al reciclaje. En el año 2012, en la Universidad del Papaloapan, se integra un equipo de científicos para la aplicación tecnológica de este concepto. Con el Arq. Axel Villavicencio del área de -Ingeniería y Tecnología-, y línea de investigación en desarrollo sostenible quien promueve el -uso de sistemas de construcción ecológicamente eficientes como Arquitectura alternativa-; a través del -diseño sustentable- y el -diseño de materiales de construcción industrializados provenientes del reciclaje urbano e industrial-;  y en  colaboración con la Dra. Martha Poisot; del -Instituto de Química Aplicada- con línea de investigación en catálisis y fotocatálisis, desarrollaron un composite proveniente de los desechos de la industria azucarera y papelera. Con la participación de  la Dra.  Patricia Ponce Peña, de la Universidad Juárez del Estado de Durango; y  el Dr. Tezozómoc Pérez López, del Centro de investigaciones de la Corrosión, fueron reconocidos conjuntamente por la Royal Academy of Engineering en Reino Unido  a finales del año 2016. Con esto se plantea la posibilidad del reciclaje urbano e industrial enfocado a la construcción industrializada ecológicamente eficiente.

## Proyectos arquitectónicos construidos con materiales alternativos
El uso de materiales alternativos para la construcción, ha fomentado la creación de ingeniosas construcciones las cuales demuestran el potencial de este tipo de materiales en función del aspecto tanto económico como arquitectónico.
En la actualidad son varios los proyectos arquitectónicos que se han sumado a la utilización de estos materiales, algunos ejemplos de ello son:
- EM Lounge Sports: Edificio para eventos sociales, diseñado por los arquitectos Vaillo+Irigaray cuya fachada fue construida a partir de tubos de plástico pintados de color verde.

- El pabellón de latas: Construido en su totalidad con latas de aluminio.

- Weeding Chapel: Capilla ubicada en Holanda, construida a partir de tubos de ventilación flexibles enlazados mediante una de las técnicas más antiguas de tejido el macramé.

- Casas y escuelas hechas con botellas de pet: Las botellas de plástico Pet, permiten el desarrollo de edificaciones resistentes y muy económicas, por esa razón es que en más lugares del mundo se está empleado esta técnica de construcción para crear viviendas para personas de escasos recursos, ejemplos de esto es el proyecto Pura Vida el cual surgió en 2004 en Guatemala como un movimiento ecológico relacionado con el manejo alternativo de desechos sólidos siendo de los primeros en utilizar el eco ladrillo para la construcción de casas.